# Головачово (Бокситогорський район Ленінградської області)
Головачово (рос. Головачово)  — селище Бокситогорського району Ленінградської області Росії. Входить до складу Забор'євського сільського поселення.
Населення —  28 осіб (2012 рік). 